# Маслова, Наталья Николаевна
Наталья Николаевна Маслова (9 сентября 1976) — российская футболистка, полузащитница.

## Биография
Воспитанница тольяттинского футбола, всю карьеру выступала за местную «Ладу». В 1990 году 13-летняя футболистка вошла в первый состав вновь созданной команды, проводившей свой дебютный сезон во второй лиге СССР. В 1992 году была включена в список 33-х лучших футболисток России под № 3, несмотря на то, что её команда играла в первой лиге России. С 1994 года со своим клубом играла в высшей лиге. Становилась чемпионкой России (2004), серебряным (2002, 2003), бронзовым (1996) призёром чемпионата страны, обладательницей Кубка России (2002, 2003, 2004). Однако в чемпионском сезоне 2004 года потеряла место в основном составе, а в 2005 году ни разу не вышла на поле. После потери клубом профессионального статуса в 2007 году футболистка вернулась в команду, стала победительницей финального турнира второй лиги (2007), серебряным призёром первой лиги (2008), полуфиналисткой Кубка России (2008). После возвращения «Лады» в высший дивизион в 2009 году завершила карьеру.